# Amos (satelita)
Amos (hebr. עמוס) – zespół izraelskich satelitów telekomunikacyjnych, należących do prywatnego konsorcjum Spacecom. Zostały zbudowane przez Israel Aerospace Industries. Nazwa serii jest akronimem od słów Affordable Modular Optimized Satellite, równocześnie jest ona nawiązaniem do starotestamentowego proroka Amosa.
Znajdują się na orbicie geostacjonarnej (nad równikiem), na 4. stopniu długości geograficznej zachodniej.
Satelity te nadają sygnał stacji telewizyjnych i radiowych do odbiorców w Europie, Afryce Północnej, na Bliskim Wschodzie oraz na wschodnim wybrzeżu Stanów Zjednoczonych, tworząc możliwość połączeń z sieciami szkieletowymi IP oraz innymi zaawansowanymi usługami szerokopasmowymi.
Obecnie na orbicie na pozycji 4°W znajdują się Amos 2 i Amos 3.

## Satelity
- Amos 1 – wystrzelony 16 maja 1996 roku, obecnie nosi nazwę Intelsat 24;
- Amos 2 – wystrzelony 28 grudnia 2003 roku;
- Amos 3 – wystrzelony 28 kwietnia 2008 roku;
- Amos 4 – wystrzelony 31 sierpnia 2013 roku;
- Amos 5 – wystrzelony 11 grudnia 2011 roku;
- Amos 6 – miał zostać wystrzelony 3 września 2016 roku, lecz uległ zniszczeniu w wyniku eksplozji rakiety nośnej Falcon 9 w dniu 1 września 2016 roku[1].

## Polskojęzycznestacje telewizyjne na satelitach AMOS

### przekaz cyfrowy kodowany
- HBO Polska,
- HBO HD Polska,
- HBO 2 Polska,
- HBO Comedy Polska,
- Cinemax Central Europe,
- Cinemax 2 Central Europe,
- Sport Klub Poland,
- Sport Klub+ Poland.

Satelita jest również wykorzystywany przez Polsat do przekazów (kodowanych i niekodowanych) za pośrednictwem wozów satelitarnych.